# GON4L
GON4L‏ (Gon-4 like) هوَ بروتين يُشَفر بواسطة جين GON4L في الإنسان.